# Schwarzenbach am Wald

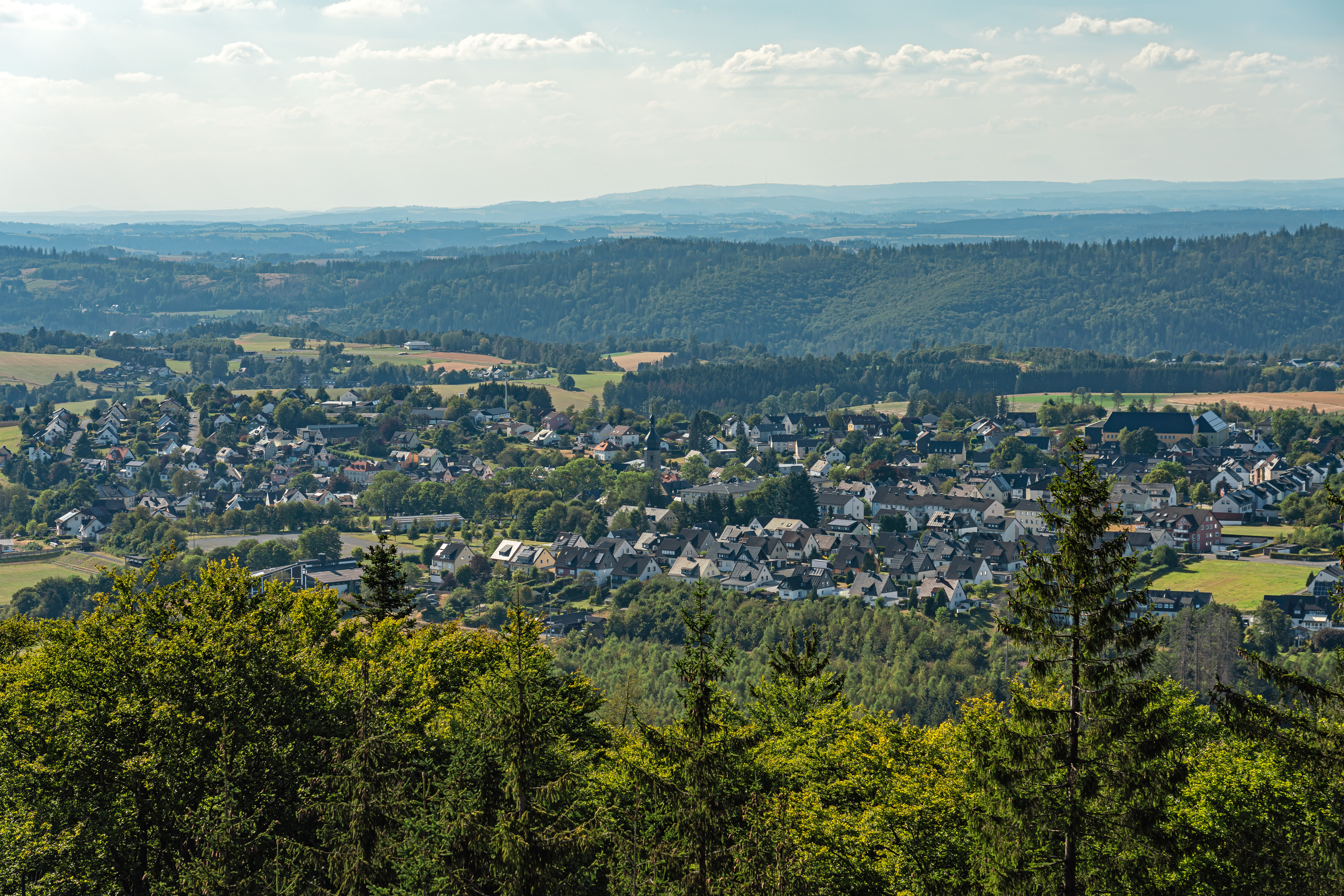
Schwarzenbach am Wald, aufgenommen vom Döbraberg

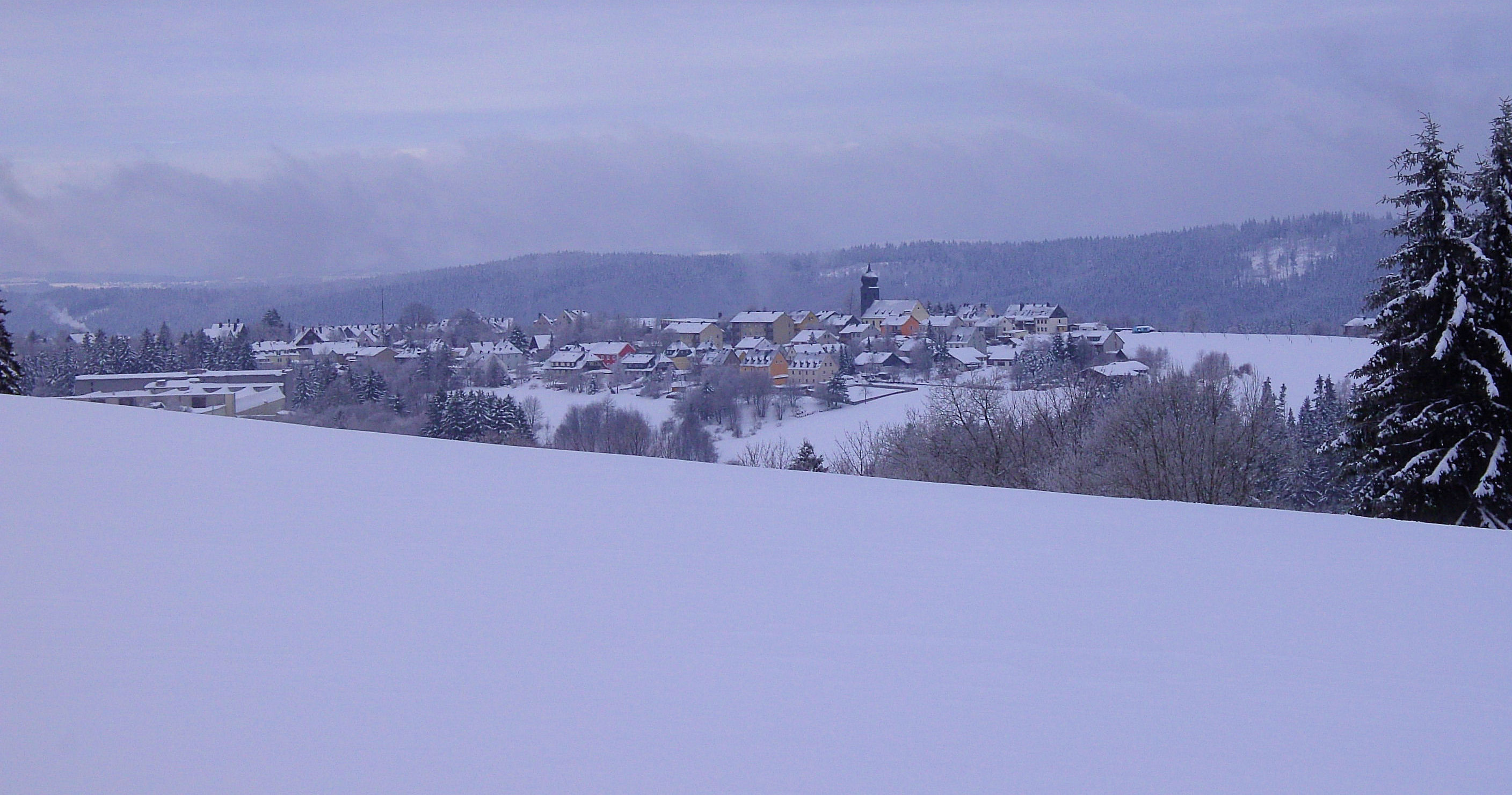
Schwarzenbach am Wald im Winter, Ansicht von Osten

Schwarzenbach am Wald (amtlich: Schwarzenbach a.Wald) ist eine Stadt im oberfränkischen Landkreis Hof in Bayern.

## Geographie

### Geographische Lage
Schwarzenbach am Wald liegt im Frankenwald. Das Gemeindegebiet ist größtenteils bewaldet. Die höchste Erhebung ist der Döbraberg (795 m ü. NHN). Die Wilde Rodach fließt entlang der südlichen Gemeindegrenze. Bei Schwarzenbach entspringt die Culmitz, ein linker Zufluss der Selbitz.

### Nachbargemeinden
Die Gemeinden in der Umgebung sind im Uhrzeigersinn der Markt Bad Steben, die Stadt Naila, die Stadt Schauenstein, die Stadt Helmbrechts und der Markt Presseck.

### Gemeindegliederung
Die Gemeinde Schwarzenbach am Wald hat 41 Gemeindeteile (in Klammern ist der Siedlungstyp angegeben):
- Äußera (Einöde)
- Bernstein am Wald (Pfarrdorf)
- Breitengrund (Einöde)
- Döbra (Pfarrdorf)
- Dorschenmühle (Einöde)
- Gemeinreuth (Dorf)
- Göhren (Dorf)
- Gottsmannsgrün (Dorf)
- Grubenberg (Weiler)
- Hohenzorn (Weiler)
- Hühnergrund (Einöde)
- Kleindöbra (Dorf)
- Lerchenhügel (Dorf)
- Löhmar (Dorf)
- Löhmarmühle (Weiler)
- Meierhof (Dorf)
- Oberleupoldsberg (Dorf)
- Pillmersreuth (Dorf)
- Poppengrün (Dorf)
- Poppengrund (Weiler)
- Räumlas (Dorf)
- Rauschengrund (Wüstung)
- Rauschenhammermühle (Weiler)
- Rodeck (Dorf)
- Sängerwald (Weiler)
- Schönbrunn (Dorf)
- Schönwald (Weiler)
- Schmölz (Einöde)
- Schübelhammer (Weiler)
- Schwarzenbach a.Wald (Hauptort)
- Schwarzenstein (Pfarrdorf)
- Sorg (Dorf)
- Straßdorf (Dorf)
- Straßhaus (Einöde)
- Süßengut (Einöde)
- Thiemitz (Dorf)
- Thron (Dorf)
- Überkehr (Einöde)
- Unterleupoldsberg (Dorf)
- Viceburg (Einöde)
- Zuckmantel (Einöde)

Böckföhrenmühle gehört zum Gemeindeteil Gottmannsgrün, Hinteräußera und Vorderäußera bilden den Gemeindeteil Äußera, Räumlasgrund und Räumlasmühle gehören zum Gemeindeteil Räumlas, Untere Thiemitz gehört zum Gemeindeteil Thiemitz. Die Einöden Fußgrund, Götzengrund, Mühlkamm und Oberschmölz sind wüst gefallen.
Es gibt auf dem Gemeindegebiet die Gemarkungen Bernstein am Wald, Döbra, Forst Schwarzenbach am Wald (Gemarkungsteil 2), Kleindöbra, Löhmar, Meierhof, Räumlas, Rodeck, Rodecker Forst-Ost, Schwarzenbach am Wald, Schwarzenstein und Straßdorf. Die Gemarkung Schwarzenbach am Wald hat eine Fläche von 5,200 km². Sie ist in 1901 Flurstücke aufgeteilt, die eine durchschnittliche Fläche von 2735 m² haben. In ihr liegt neben dem namensgebenden Ort der Gemeindeteil Dorschenmühle.

## Geschichte
Der Ort wurde am 14. Dezember 1388 als „Swerczenbach“ erstmals urkundlich erwähnt. Der zugrundeliegende Gewässername hatte auch damals die gleiche Bedeutung wie heute. Zur Unterscheidung von anderen Orten gleichen Namens finden sich die Bezeichnungen „Hinterswertzenpach ad Presseck“ (1520) oder „Schwärtzenbach am wald“ (1591). Im Mittelalter gab es in Schwarzenbach Eisen- und Kupferbergbau. Die Freiherren von Reitzenstein hatten dort ein Rittergut.
Gegen Ende des 18. Jahrhunderts bestand Schwarzenbach aus 133 Anwesen. Die Hochgerichtsbarkeit sowie die Dorf- und Gemeindeherrschaft stand dem bayreuthischen Verwaltungsamt  Schwarzenbach am Wald zu. Grundherren waren
- die Gemeinde: Gemeindebrauhaus, Schulhaus, 2 Schmieden;
- die Kirchengemeinde: Kirche;
- das Verwaltungsamt Schwarzenbach am Wald: 2 Höfe, 5 Güter, 10 Gütlein, 4 halbe Gütlein, 19 Tropfhäuser, 49 Häuser, 2 halbe Häuser;
- das Rittergut Schwarzenbach am Wald: 1 Gut, 2 Frongüter, 25 Häuser, 5 halbe Häuser;
- das Rittergut Schwarzenstein: 3 Tropfhäuser.

Das Schloss war herrschaftlicher Besitz des Rittergutes Schwarzenbach.
Das ehemalige Oberamt des seit 1792 preußischen Fürstentums Bayreuth fiel mit diesem im Frieden von Tilsit 1807 an Frankreich und kam 1810 zu Bayern. Von 1797 bis 1810 unterstand Schwarzenbach dem preußischen Justiz- und Kammeramt Naila. Infolge des Ersten Gemeindeedikts wurde 1812 der Steuerdistrikt Schwarzenbach gebildet. Zu diesem gehörten Äußera, Dorschenmühle, Gottmannsgrün, Hühnergrund, Kleindöbra, Löhmar, Löhmarmühle, Meierhof, Oberleupoldsberg, Poppengrund, Rauschengrund, Rauschenhammermühle, Schmölz, Schönbrunn, Schübelhammer, Schwarzenstein, Straßdorf, Überkehr, Unterleupoldsberg, Viceburg und Zuckmantel. Mit dem Zweiten Gemeindeedikt entstand die Munizipalgemeinde Schwarzenbach (Magistrat III. Klasse), zu der Dorschenmühle gehörte. Sie war in Verwaltung und Gerichtsbarkeit dem Landgericht Naila zugeordnet und in der Finanzverwaltung dem Rentamt Lichtenberg (1919 in Finanzamt Lichtenberg umbenannt, seit 1955 Finanzamt Naila). Ab 1862 gehörte Untersteben zum Bezirksamt Naila (1939 in Landkreis Naila umbenannt). Die Gerichtsbarkeit blieb beim Landgericht Naila (1879 in Amtsgericht Naila umgewandelt). Die Gemeinde Schwarzenbach am Wald hatte 1964 eine Fläche von 4,969 km².
Am 28. April 1954 wurde der Markt Schwarzenbach am Wald zur Stadt erhoben.

### Eingemeindungen
Im Zuge der Gebietsreform in Bayern wurde am 1. April 1971 die Gemeinde Löhmar eingegliedert. Am 1. Januar 1972 kam Meierhof hinzu. Am 1. Mai 1978 folgten Bernstein am Wald, Döbra, Schwarzenstein und Straßdorf (mit der am 1. April 1971 eingegliederten Gemeinde Räumlas).

### Einwohnerentwicklung
Im Zeitraum 1988 bis 2018 sank die Einwohnerzahl von 5541 auf 4395 um 1146 bzw. um 20,7 %. Am 31. Dezember 1992 hatte die Stadt 5908 Einwohner.
Gemeinde Schwarzenbach am Wald
| Jahr      | 1819   | 1840   | 1852   | 1861   | 1867   | 1871   | 1875   | 1880   | 1885   | 1890   | 1895   | 1900   | 1905   | 1910   | 1919   | 1925   | 1933   | 1939   | 1946   | 1950   | 1961   | 1970   | 1987   | 2007   | 2010   | 2015   | 2022   |
| Einwohner | 1052   | 1512   | 1618   | 1518   | 1714   | 1758   | 1846   | 1715   | 1617   | 1610   | 1585   | 1603   | 1611   | 1622   | 1672   | 1819   | 2107   | 2406   | 3318   | 3460   | 3218   | 3084   | 5678   | 4979   | 4764   | 4567   | 4417   |
| Häuser    |        |        |        |        |        | 178    |        |        | 184    | 190    |        | 201    |        |        |        | 258    |        |        |        | 396    | 518    |        | 1777   |        |        | 1689   | 1703   |
| Quelle    | [ 10 ] | [ 15 ] | [ 15 ] | [ 16 ] | [ 17 ] | [ 18 ] | [ 19 ] | [ 20 ] | [ 21 ] | [ 22 ] | [ 15 ] | [ 23 ] | [ 15 ] | [ 24 ] | [ 15 ] | [ 25 ] | [ 15 ] | [ 15 ] | [ 15 ] | [ 26 ] | [ 11 ] | [ 27 ] | [ 28 ] | [ 29 ] | [ 29 ] | [ 29 ] | [ 30 ] |

Ort Schwarzenbach am Wald
| Jahr      | 1799   | 1819   | 1861   | 1871   | 1885   | 1900   | 1925   | 1950   | 1961   | 1970   | 1987   | 2010   |
| Einwohner | 698    | *1052  | 1510   | 1742   | 1600   | 1580   | 1804   | 3439   | 3209   | 3079   | 2427   | *1935  |
| Häuser    | 121    |        |        |        | 183    | 199    | 256    | 394    | 516    |        | 673    |        |
| Quelle    | [ 31 ] | [ 10 ] | [ 16 ] | [ 18 ] | [ 21 ] | [ 23 ] | [ 25 ] | [ 26 ] | [ 11 ] | [ 27 ] | [ 28 ] | [ 32 ] |

## Politik

### Stadtrat
Bis zur Kommunalwahl am 16. März 2014 hatte der Stadtrat 20 Mitglieder, die sich (wie bereits nach der vorherigen Wahl 2008) auf zwei Fraktionsgemeinschaften verteilten:
- CSU/Überparteiliche Heimatliste 12 Sitze
- SPD/Freie Wählergemeinschaft 8 Sitze

Seit der Kommunalwahl 2020 besteht der Stadtrat aus 16 Mitgliedern. Die Wahl ergab folgende Sitzverteilung:
- CSU/Überparteiliche Heimatliste 11 Sitze
- SPD/Freie Wählergemeinschaft 5 Sitze

### Bürgermeister
Erster Bürgermeister ist seit 2018 Reiner Feulner (CSU), seine Amtszeit dauert bis 2026. Sein Vorgänger Dieter Frank (CSU) amtierte seit 2002. Der Erste Bürgermeister gehört qua Amt ebenfalls dem Stadtrat an.

### Wappen und Flagge
Wappen
|  | Blasonierung: „In Rot schräg gekreuzt ein silberner Bergmannshammer und ein silbernes Schürfgerät mit goldenen Stielen“ |
|  | |

Flagge
Die Gemeindeflagge ist weiß-rot.

## Kultur und Sehenswürdigkeiten

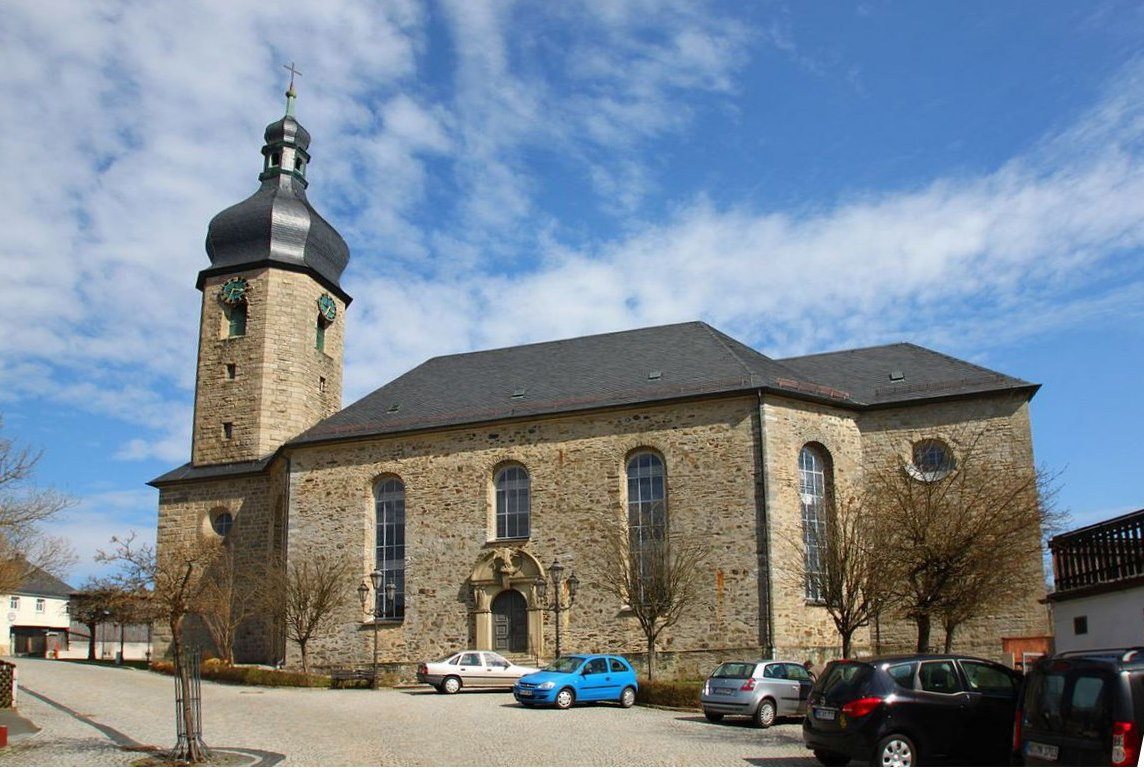
Schwarzenbach am Wald, Christuskirche

### Gedenkstätte
Auf dem Ortsfriedhof erinnern sieben Grabstätten mit Gedenkstein an umgekommene KZ-Häftlinge und Opfer von Zwangsarbeit in der Zeit der NS-Gewaltherrschaft.

### Christian-Keyßer-Haus
Am Ortsrand von Schwarzenbach mit Blick auf den Döbraberg befindet sich das Christian-Keyßer-Haus, die Jugendtagungsstätte des evangelischen Dekanats Naila. Das prägnante Gebäude mit einem langgezogenen Dach wird insbesondere als Tagungsstätte und als Freizeitheim, insbesondere von kirchlichen Gruppen, genutzt.

## Wirtschaft und Infrastruktur

### Verkehr
Die Bundesstraße 173 führt nach Naila (7 km nordöstlich) bzw. nach Wallenfels (11,5 km westlich). Die Staatsstraße 2194 führt über Straßdorf nach Geroldsgrün (5,8 km nördlich) bzw. über Döbra und Kleinschwarzenbach nach Helmbrechts (8 km südöstlich). Die Staatsstraße 2211 führt nach Schwarzenstein (2 km südwestlich). Gemeindeverbindungsstraßen führen nach Äußera (1 km nordöstlich) und nach Schwarzenstein (1,7 km südwestlich).
Die Stadt ist an das Streckennetz der Regionalbus Ostbayern (RBO) mit Verbindungen nach Kronach, Naila und Hof angeschlossen. Sonntags verbindet der BEX-Bus die Stadt mit Berlin. In den Sommermonaten bestehen an den Wochenenden zusätzliche Busverbindungen mit den Fahrradbussen des OVF. Von 1910 bis 1973 war Schwarzenbach am Wald über die Bahnstrecke Naila–Schwarzenbach an das deutsche Eisenbahnnetz angeschlossen. Die Strecke wurde 1994 stillgelegt und später abgebaut, abschnittsweise wurde auf der Trasse ein Radweg errichtet.

### Ansässige Unternehmen
- Deuta-Werke, seit 1905, Fertigung von Präzisions-Drehteilen und Frästeilen für die Bereiche der allgemeinen Industrie und Bahntechnik
- Sägewerk Ströhla (Rauschenhammermühle), seit über 340 Jahren
- Thümling, Textilmaschinen
- Baufirma Knoll
- REHAU
- REVEX Initiativ Zentrum, Gewerbezentrum am Ortseingang mit verschiedenen Gewerken
- Revex-Flex, internationaler Vertrieb und Entwicklung von Doppelpedalen für Fahrschulen
- Revex-Care, mobile Lösungen für Menschen mit Behinderung
- Revex-IBox, Werbung, Design, Print
- Stöcker, Omnibusunternehmen

## Sportstätten
- Städtisches Hallenbad
- Städtischer Skilift
- Skilift des Wintersportvereins
- verschiedene Mountainbikestrecken

## Söhne und Töchter der Stadt
- Philipp Wolfrum (1854–1919), Komponist und Organist
- Franz Carl Weber (1855–1948), Unternehmer in Zürich, Genf und Bern
- Karl Wolfrum (1856–1937), Komponist und Organist
- Wilhelm Kopf (1909–2001), Diplomat im Dritten Reich und später der Bundesrepublik Deutschland
- Rainer Friedrich Schmidt (* 1955), Historiker und Hochschullehrer
- Matthias Herdegen (* 1957), Jurist, Direktor des Instituts für Öffentliches Recht sowie Direktor am Institut für Völkerrecht der Friedrich-Wilhelms-Universität in Bonn